# Camerton (zespół muzyczny)
Camerton (mong. Камертон) – mongolski boysband założony w 1995 roku.
W skład grupy wchodzi czterech muzyków: Bold, Erdenebat, Mend-Amar i Gan-Erdene.
Ich przełom nastąpił w 1995 roku, kiedy to na jednym z lokalnych koncertów wykonali trzy piosenki: „18 nas” (mong. 18 нас, „18 lat”), „Maamuu naasz ir” (mong. Маамуу нааш ир) i „Yesterday”. W tym samym roku wydali swój pierwszy album studyjny pt. 18 nas i otrzymali nagrodę Pentatonic w kategorii najlepszy zespół debiutujący. W trakcie dalszej aktywności zebrali trzy takie nagrody w kategorii najlepszy zespół muzyczny oraz dwie w kategorii najlepsze dzieło muzyczne.
W dalszym okresie działalności członkowie zespołu skupili się na karierach solowych.

## Dyskografia
- 1995: 18 нас
- 1998: Уйлахдаа ухаар (Ujlachdaa uchaar)
- 1999: Амин нутаг (Amin nutag, EP)
- 2000: June 24
- 2000: Retro II Remix
- 2001: Төгсөшгүй (Tögsöszgüj)
- 2003: Өнөөдөр (Önöödör)
- 2003: Хайрын хот (Chajryn chot, EP)
- 2004: June 2004
- 2004: Celebration (EP)
- 2017: Хязгааргүй (Chjadzgaargüj, EP)